# Lupus érythémateux
Pour les articles homonymes, voir Lupus et Lupus érythémateux disséminé.
 Mise en garde médicale
Le lupus érythémateux (dit plus simplement lupus) est une maladie auto-immune chronique où le système immunitaire s’attaque aux tissus conjonctifs du corps. Touche tout type de personne plus particulièrement les femmes de 20 à 40 ans ayant une photosensibilité.

## Origine du terme lupus
Sans faire l'historique de la maladie lupique, il ressort que deux explications ont été avancées :
- avant de se rendre compte que le lupus affectait tout l'organisme, Rogerius au XIIIe siècle a donné ce terme de lupus (loup en latin médiéval = ulcère) pour décrire les lésions ulcérantes du visage, semblables à une morsure de loup ;
- l'éruption de la région malaire (nez et joues) en ailes de papillon ou de chauve-souris qui dessine en négatif le masque de Ccarnaval couvrant le pourtour des yeux, est appelé « loup ».

## Les différentes formes de lupus

### Lupus érythémateux chronique (dit LEC)
Le lupus érythémateux chronique (LEC) regroupe le lupus discoïde, le lupus tumidus, le lupus à type d'engelures (lupus pernio) et la panniculite (ou lupus profond).

#### Lupus érythémateux discoïde
Forme de lupus érythémateux touchant la peau et, plus particulièrement le visage, rare chez l'enfant.
Le lupus érythémateux discoïde est caractérisé par des taches érythémateuses de taille variable, bien délimitées et squameuses qui tendent à régresser avec atrophie, cicatrices, hyperpigmentation. La survenue des lésions peut être précipitée par les traumatismes, le stress et les coups de soleil. L'atteinte viscérale est absente mais de très rares cas de survenue de lupus érythémateux systémique ont été rapportés dans les suites. Les modifications hématologiques et sérologiques détectées chez environ la moitié des patients suggèrent une étiologie auto-immune.

#### Chilblain Lupus (lupus à type d'engelure)
Lupus à type d'engelure parfois confondu avec le lupus pernio.

#### Lupus profond (panniculite lupique)
Points essentiels :
- la panniculite lupique se caractérise par un infiltrat lymphocytaire T de la graisse, à évolution fibrosante et cicatricielle ;
- les lésions siègent préférentiellement à la tête et sur le haut du corps ; elles sont plus fréquentes chez les femmes jeunes ;
- le diagnostic repose principalement sur l'intégration des données cliniques et histologiques, ce qui rend la biopsie cutanée profonde indispensable. Cet examen est la clé du diagnostic différentiel, qui comprend avant tout le lymphome T pléomorphe hypodermique ;
- les nodules de panniculite lupique peuvent être isolés ou plus souvent s'intègrent dans une maladie lupique connue, en général de bon pronostic ;
- le traitement repose surtout sur les antipaludéens de synthèse, parfois associés à la corticothérapie locale ou générale.

### Lupus érythémateux (cutané) aigu (LEA ou LECA)
Il est caractérisé cliniquement par son aspect érythémateux, plus ou moins œdémateux ou squameux, voire papuleux. Dans la forme localisée, il est situé principalement sur les joues et le nez, en vespertilio ou « en loup », respectant relativement les sillons naso-géniens, s'étendant souvent sur le front, les orbites, le cou, dans la zone du décolleté. L’œdème, parfois important, peut gêner l'ouverture des yeux.
Dans la forme diffuse, il prédomine généralement sur les zones photo-exposées, réalisant une éruption morbilliforme, papuleuse, eczématiforme ou bulleuse. Sur le dos des mains, les lésions lupiques atteignent surtout les zones interarticulaires qui, à l'inverse, sont respectées dans la dermatomyosite. Dans les formes bulleuses du lupus suraigu, existent de vastes décollements, survenant toujours en zones érythémateuses lupiques.
Les lésions buccales de lupus aigu sont érosives, localisées préférentiellement sur les gencives, le palais, les joues ou les lèvres, tantôt bien supportées, tantôt très douloureuses, gênant l'alimentation. L'atteinte génitale est beaucoup plus rare, généralement associée à une atteinte buccale. Toutes ces lésions régressent rapidement sans cicatrice, en dehors d'une possible hyperpigmentation réversible chez le sujet à peau pigmentée.
Le diagnostic différentiel se pose surtout avec la rosacée qui comporte des télangiectasies et des pustules, avec une dermite séborrhéique localisée principalement dans les plis naso-géniens, avec un dermatomyosite prédominant au visage sur les paupières supérieures de couleur violacée et aux mains sur les zones articulaires. Les formes disséminées évoquent parfois un eczéma, une éruption virale ou toxidermique. Les formes suraiguës peuvent faire discuter une nécrolyse épidermique toxique. Les érosions buccales du lupus aigu sont généralement moins étendues que celles du syndrome de Stevens-Johnson. L'atteinte génitale lupique est plus rare, et généralement plus limitée.

### Lupus érythémateux (cutané) subaigu (LES ou LECS)
Cliniquement, le LES se manifeste initialement par des lésions maculeuses érythémateuses ou papuleuses évoluant soit vers une forme annulaire, soit vers une forme psoriasiforme. Dans la forme annulaire, les lésions ont des contours polycycliques à bordure érythémato-squameuse ou vésiculo-croûteuse, avec un centre hypo-pigmenté grisâtre, parfois couvert de télangiectasies. Rarement, elles peuvent prendre un aspect d'érythème polymorphe (syndrome de Rowell). Dans la forme psoriasiforme, les lésions sont papulo-squameuses, psoriasiformes ou pityriasiformes, pouvant confluer pour réaliser une forme profuse, voire une érythrodermie exfoliative. Les deux formes peuvent être associées chez un même malade. Quelle que soit la forme, l'atteinte est superficielle, sans kératose folliculaire visible ni squame adhérente. Les lésions ont une topographie évocatrice du fait d'une distribution prédominante sur les zones photo-exposées avec une atteinte grossièrement symétrique du visage, du cou, du décolleté, des épaules, de la face d'extension des bras, du dos des mains. L'extension sur le tronc est possible, avec un fréquent respect de la face interne des membres supérieurs, des aisselles et des flancs. L'atteinte des membres inférieurs est rare. La régression des lésions est plus ou moins rapide, sans atrophie cicatricielle, mais avec des troubles pigmentaires (hypo- ou hyperpigmentation) et des télangiectasies séquellaires.
Le diagnostic peut hésiter avec une dermatophytie, un eczéma annulaire, un érythème polymorphe, un psoriasis, un pityriasis rosé de Gibert, une toxidermie. L'examen anatomopathologique avec immunofluorescence directe en zone lésionnelle permet d'éliminer la majorité de ces diagnostics, excepté l'érythème polymorphe en cas de syndrome de Rowell ou une toxidermie en cas de lésions diffuses. Dans ces derniers cas, c'est le contexte clinique qui oriente vers le diagnostic de LES.